# Isua
Isua [isuˈa] (nach alter Rechtschreibung Isua) ist eine wüst gefallene grönländische Siedlung im Distrikt Nanortalik in der Kommune Kujalleq.

## Lage
Isua liegt an der Nordküste der Insel Qeqertarsuatsiaq. Bis zum nächstgelegenen Ort Alluitsup Paa sind es 12 km nach Nordnordwesten.

## Geschichte
Isua, das sich nicht direkt am Wasser, sondern auf einer Ebene hinter einem Berg befand, gehörte ab 1911 zur Gemeinde Salliit. Der Ort gehörte ursprünglich zur Herrnhuter Brüdergemeine.
Der Wohnplatz hatte 1919 27 Einwohner, die in vier Häusern lebten. Unter den Bewohnern waren fünf Jäger und ein Katechet. Die Bevölkerung lebte vor allem vom Robbenfang.
Nachdem der zugehörige Udsted zwischen 1926 und 1928 aufgegeben worden war, wurde auch Isua 1929 verlassen.